# Apadravya

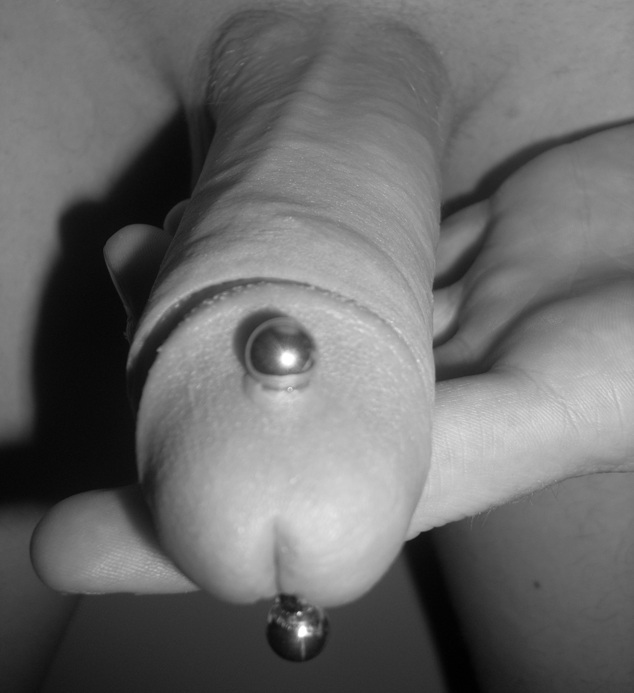
Ejemplo de un Apadravya.

Un apadravya es un piercing en los genitales masculinos que penetra verticalmente a través de la totalidad del glande del pene, usualmente colocado en el centro del glande, y atravesando la Uretra. También es posible emplazar un apadravya fuera del centro, en donde la perforación se coloca fuera de lugar, aunque usualmente sigue atravesando la uretra. La perforación se suele hacer con una leve ángulo hacia adelante de la cadera.
Algunas veces, un apadravya es llamado happydravya (mezcla de happy, feliz en inglés, y apadravya), debido a que se dice que tener sexo con un portador de este piercing, es altamente placentero.

## Procedimiento
Un apadravya es usualmente colocado en una sesión, aunque también puede hacerse en dos; en una primera oportunidad, se coloca un Príncipe Alberto y en una segunda intervención (después de sanar), completar el apadravya.
La perforación se debe hacer en tres pasos. Primero un catéter es insertado. Luego la aguja es insertada desde abajo hasta el catéter para asegurar que esté derecho y que pasa realmente a través de la uretra. Al final el catéter es removido y la aguja empujada hacia la parte superior del glande.
El tiempo de recuperación de un apadravya, puede variar en gran medida dependiendo de la velocidad de curación y en el cuidado después de colocar la joya. Usualmente, se puede tener coito con un preservativo después de un mes, pero normalmente demora por lo menos tres meses para que el piercing sane completamente. Después del tiempo de curación, se puede gradualmente ensanchar la perforación, y colocar una joya de mayor tamaño, alcanzando tamaños por sobre 10 mm de diámetro. 

## Efectos
Debido a que atraviesa la parte más sensitiva del pene, el procedimiento está dentro de los más dolorosos entre los piercing en los genitales masculinos. Aunque, una vez sanado, un apadravya es muy placentero para su portador, dado que estimula el tejido interno del pene. También es aún más placentero para la pareja sexual del portador, debido a que la parte superior del piercing, en el caso de la mujer, está posicionada para que entre en contacto con el punto G durante el coito vaginal. Este además, es placentero para las parejas del mismo sexo, dado que la parte superior del piercing está posicionado para entrar en contacto con la próstata durante el coito anal.

## Historia
Se ha dicho que el piercing apadravya, es mencionado en el Kama sutra, pero esto es solo un mito.

## Variaciones
Las variaciones a este piercing incluyen el apadravya en el tronco del pene que penetra el cuerpo cavernoso verticalmente, en cualquier punto a lo largo del pene (poco común, y muchos perforadores no lo realizan); el Magic Cross que es una combinación de un apadravya y un ampallang; y el apadydoe. Si el pene ha sido meatonomizado o se le ha realizado una subincisión, el piercing se llama halfadravya.